# Amauromyza leonuri
Amauromyza leonuri är en tvåvingeart som beskrevs av Spencer 1971. Amauromyza leonuri ingår i släktet Amauromyza och familjen minerarflugor.
Artens utbredningsområde är Tyskland. Inga underarter finns listade i Catalogue of Life.